# Угљен
Угљен, дрвени угаљ или ћумур се добија сувом дестилацијом дрвета, сагоревањем уз минималну количину кисеоника (карбонизација). У зависности од одабира сировина и начином производње добија се: угљен за цртање (угаљ за цртање), медицински угаљ (најчешће за регулисање варења), и индустријски или ковачки угљен или ћумур.
Дрвени угљен је гориво које настаје при термичкој разградњи сухог дрва (13 до 18% влаге) без кисеоника при загревању изнад 275°C (пиролиза). Дрвени угљен је мешавина органских једињења са 81 до 90% угљеника, 3% водоника, 6% кисеоника, 1% азота, 6% влаге и 1-2% пепела. Дрвени угљен даје одличну топлоту, а врло мало дима и пламена. Дрвени угљен се употребљава и у друге корисне сврхе: приликом израде плинских маски, филтера за прочишћавање воде, за израду оловака, за премазе за политуру, за зубне пасте и у медицини. То је црна спужваста маса која остаје кад органска материја, животињског или биљног подрекла, делимично изгори. То је, тако рећи, скоро чисти угљеник. Комади дрвеног угљена, начињена од врбе, службе уметницима као оловке за цртање.

## Историја
Дрвени угљен, угаљ, карбун, ћумур, користио се током готово читаве историје човечанства, а први трагови потичу још од пре 30 000 година, када су њиме нацртани први пећински цртежи. Његова производња датира још из бронзаног доба и била је кључна за развитак металургије (плитко огњиште) све до прелаза на фосилни угљен почетком 18. века (кокс). Међутим, дрвени угљен (лат. carbo vegetabilis), и као сировина и као гориво, још се и данас користи широм света у различите сврхе: у металургији при производњи феролегура; у хемијској индустрији као технолошки важан материјал за добијање активног угља; у медицини (још га је Хипократ препоручивао као антитоксин); у војној индустрији (барут); у домаћинствима и угоститељству најчешће као гориво за роштиље.

## Припрема
Угљен се може правити од дрвета или од животињских костију кад их спаљују или загревају да би се из њих издвојила вода и испарљиве материје. Угљен који се добија од костију зове се животињски угаљ и врло је корисно средство за прављење филтера (јер упија нечистоће), за бојадисање предмета и за одстрањивање непријатног мириса.
Једна врста црнила за справљање штампарске боје у ствари је чађ која се добија сагоревањем смоле, терпентина, катрана, уља или масти уз минимално присуство ваздуха.
Постоје три начина справљања дрвеног угља.
- Први начин: гомила дрва се прекрије земљом или бусењем, запали и остави да тихо тиња. Овај начин употребљава се већ стотинама година по шумама северне Европе. Међутим, ту остају неискоришћени гасови који се том приликом стварају.[2]
- Други начин: дрва се наслажу у гвоздене посуде које се сместе у огромне пећнице. Кад се ватра разгори, смањи се довод ваздуха. Дрва се полако претварају у дрвени угаљ. Гасови, који се том приликом ослобађају, сакупљају се у другој комори у којој се згусну у стварају корисне производе као што су дрвни алкохол и сирћетна киселина.
- Трећи начин: Одсећи гранчицу врбе и оставити у тихој ватри , или на жару више-мање 3 минута у зависности од јачине ватре и дебљине врбине гранчице. Тако се добија угљени штапић.

Занатлије које су се бавиле занатском производњом угљена или ћумура се називају „ћумурџије”.

## Традиционална производња дрвеног угљена
Традиционална производња дрвеног угљена тренутно је превладавајућа техника производње, која се не исказује у количинама произведеног дрвеног угљена, већ у броју људи који раде у производњи. Количина традиционално произведеног дрвеног угљена, у којој је ангажирано више од 800 људи, мање или више је једнака количини коју произведе један индустријски погон за производњу дрвеног угљена с 26 запослених.
Традиционална производња дрвеног угљена углавном се одвија у руралним подручјима у близини сировине (шумска подручја). Постоје две подгрупе традиционалних произвођача. Обе потичу из породичне традиције. У једној су групи остали повремени произвођачи, а другу чине регистровани произвођачи дрвеног угљена којима то представља пословну делатност. Традиционална производња дрвеног угљена у цигленим пећима је радно интензивна делатност. Треба напоменути како је на пећима забележен знатан број појединачних побољшања. Побољшања су извршена у циљу побољшања делотворности карбонизације или скраћења поступка производње дрвеног угљена (на 3 дана).
Традиционални произвођачи предложили су поделу традиционалне мале и средњевелике производње дрвеног угљена, с привредног гледишта, на четири главна дела:
- Изградња циглене пећи,
- Прикупљање и припрема дрва,
- Карбонизација,
- Завршна обрада с паковањем и продаја.

Под средњевеликом производњом сматра се када један произвођач производи дрвени угљен у најмање две циглене пећи.

### Изградња циглене пећи
За градњу пећи користе се старе пуне опеке, челична мрежа, челик за армирање, челична врата и покровна плоча, цемент, креч, шљунак, песак и глина. На темељу искуства традиционалних произвођача дрвеног угљена, животни век циглених пећи се процењује на 8 година, уз један производни циклус месечно. Количина дрвне улазне сировине по једној пећи износи отприлике 27,51 m3, а количина добијеног дрвеног угљена 4 680 килограма.

### Прикупљање и припрема дрва
Дрвени угљен се производи из различитих врста дрва, врло често од букве и граба. Занимљиво је приметити како нерегистровани произвођачи знају да се употребом искључиво букве и граба за производњу дрвеног угљена добија дрвени угљен највише каквоће. У поступку оптимизације производње они мешају две наведене врсте дрва с осталима у односу 70:30, како би добили дрвени угљен тржишне каквоће. Надаље, улазно дрво се такође меша и према облику, како би се постигло сагоревање с пожељним својствима. Дрво се купује на јавним распродајама или се прикупља из шуме уз допуштење шумара. Извлачење дрва из шуме уобичајени је део праксе управљања шумама када произвођачи дрвеног угљена чисте шуму након преборне сече у младим шумама (20 – 30 година). Уобичајена накнада за њихов рад је прикупљено дрво, без наплате. Поступак се може разделити на два дела: сеча дрва и припрема те превоз. Произвођачи дрвеног угљена радије прикупљају дрво из шума уместо куповине на јавним лицитацијама, будући да се утрошени рад често не сматра трошком.

### Карбонизација
Процес карбонизације траје од 10 до 15 дана, зависно од врсте дрва и уделу влаге. Поступак хлађења таје 7 до 8 дана, а произвођачи понекад користе воду како би убрзали хлађење, што значајно снижава каквоћу дрвеног угљена.

### Паковање и продаја
Главна опрема за паковање дрвеног угљена је дизало (елеватор) који, заједно с папирним врећама, представља укупне материјалне трошкове паковања.

## Новије технологије производње дрвеног угљена
Постоје многобројни поступци карбонизације дрва који зависе од традиције, локалне средине, врсте улазне сировине, климатских услова, доступности и цене радне снаге, доступних технологија, намене дрвеног угљена, потражњи на тржишту, итд. Без обзира на то, све технике карбонизације могу се поделити према три основна поступка, а то су:
- Унутрашње загревање,
- Спољашње загревање,
- Загревање с рециркулираним гасом.

Наведене се технике међусобно разликују по критеријима ефикасности и дужине поступка карбонизације. Ефикасност производње дрвеног угља утврђује однос тежине искоришћене улазне сировине (улаз) и добијеног дрвеног угља (излаз). Процес карбонизације укључује припрему улазне сировине (сушење), карбонизацију и хлађење дрвеног угља.

### Унутрашње загревање
Поступак унутрашњег загревања се користи у традиционалној производњи дрвеног угљена у јамама и пећима, у којој се део улазне сировине сагорева под контролисаним протоком ваздуха, како би се добила топлота потребна за карбонизацију преосталог дрва. Очекивана ефикасност је до 30%, а дужина производног поступка варира од 6 до 30 дана. Поступком ЦМЛ побољшава се поступак унутрашњег загрејавања уз скраћивање производног поступка на 22 до 24 сата.
Поступак ЦМЛ се темељи на конвенционалном систему с деломичним сагоревањем (пиролиза), а повезан је с посебном јединицом за обраду гаса, што омогућује сагоревање пиролитичких гасова насталих карбонизацијом дрва. Поступак ЦМЛ се надзире аутоматским системом за континуирани надзор и управљање. Укупни производни капацитет стандардне јединице од 12 пећи је око 3 000 тона дрвеног угљена годишње, а енергетски садржај карбонизацијског гаса износи 3,6 /тона. Капацитет погона за карбонизацију се тешко повећава након изградње погона, будући да су посуде обложене ватросталним бетоном и повезане цевима са средишњом комором за сагоревање. У пракси број челичних реторти се мења од 4 до 12. Процесни модул се састоји од 12 повезаних цилиндричних пећи, свака капацитета 16 m3. Ваздух за поступак карбонизације у свакој се пећи надзире ручним вентилима смештеним на доњем делу пећи. Пиролитичке паре се исисавају на врху.

### Поступак спољашњег загревања
Поступак спољашњег загревања често се назива карбонизација у реторти, будући да се карбонизација одвија у реторти која се греје споља, а у реактор не улази кисеоник. Основни модел обично се састоји од парова посуда у којима се прва посуда греје помоћу спољашњег извора енергије. Након почетка пиролизе, паре дрвеног оцта се преносе у комору за сагоревање и сагоревају, чиме се добива енергија за загрејавање друге посуде. Након почетног паљења из спољног извора, поступак користи властиту енергију – екстрахиране паре из једне посуде користе се у процесу карбонизације који се одвија у другој посуди. Карбонизација с спољашњим загревањем је непрекинути поступак карбонизације.
CTR систем (енг. Carbo Twin Retort) користи поступак спољног загрејавања за поступак карбонизације. Ефикасност износи до 32%, а поступак карбонизације траје 24 сата.

### Поступак загрејавања с рециркулисаним гасом
У поступку загрејавања с рециркулисаним гасом, паре дрвеног сирћета које су сагореле у спољашњој комори за сагоревање, усмеравају се у реактор у ком долазе у непосредни контакт с улазном сировином. Ефикасност достиже и до 34%, а поступак карбонизације траје од 16 до 20 сати. Најважнији представници ове технологије су Дегуса и Ламбиот непрекинути поступци карбонизације.

## Угљен за цртање
Угљен за цртање се прави од танких штапића дрвета.
За прављење угљена за цртање најбоље је, за процес дестилације, користити врбово или брезино дрво - танки прутићи.
Угљен се користи за цртање по папирној, мало грубљој подлози (најбољи је сиви пакпапир или акварел папир) јер он оставља сув, мекан и ситно прашинаст траг који се по потреби може и размазивати - сенчити - руком, ватом или сликарским пуферима. Ситна прашина која остаје после повлачења угљена по папиру може, а и не мора, бити саставни део цртежа.
Предност угљена је у томе што се лако скида - брише са подлоге - па се могу, у току цртања, вршити сталне корекције цртежа или се та његова особина користи за добијање финих прелаза из светлог у тамно.
Постоје посебне гумице којима се брише угљен, направљене су од сирове, живе гуме (гњецаве гуме), па се њима не брише угљен већ се јачим притискањем на подлогу угљен упија у гуму.
Постоје три врсте угљена за цртање:
- Природни мекани угљен - Танки прутићи меканог угљена
- Пресован угљен - Компактна, тврда, упресована прашина угљена. Овај угљен се тешко брише, али се њиме могу извлачити и танке линије, а сенчење се не изводи брисањем већ јачим или слабијим притиском на подлогу.
- Угљен у праху - Угљена прашина - пудер, која се наноси и утрљава у подлогу. Утрљавање се врши пуферима или уроланим папиром у облику оловке.

Цртеж који је изведен угљеном, јер није постојан материјал - лако се скида, мора се фиксирати за папир. За фиксирање се могу користити фиксири који се могу купити у радњама, а може се фиксирати млеком, лаком за косу или шпиритусом.

## Ковачки угаљ или ћумур
Осим у уметности и медицини, дрвени угаљ се највише користио у металуршке и традиционално ковачке сврхе. Превасходно због своје високе калоричне вредности, дуго се сматрао као незамењиво чврсто гориво сваког ковача, мада се такође користи и у фурунама за печење односно за роштиљање или гриловање.
Дрвени угаљ је слаб проводник топлоте, па се зато употребљава као топлотни изолатор. Користи се у изради заштитних маски  (гас-маски), пошто упија штетне гасове.